# Kolstorp
Kolstorp är en ort i Jonstorps socken i den östra delen av Norrköpings kommun i Östergötlands län, belägen på Vikbolandet cirka 35 km öster om Norrköping.
Vid avgränsningarna 1990 och 1995 klassade SCB Kolstorp som en småort med 51 invånare. Sedan avgränsningen år 2000 har befolkningen varit under 50 personer och Kolstorp räknas därför inte längre som småort.